# Авидя
Авидя (санскрит; пали: avijjā; тибетска фонетика: ma rigpa) обикновено превеждана като „невежество“ или „заблуда“ в Будизма и Индуизма се дефинира по повече или по-малко различни начини. Авидя може да се дефинира в будистките учения като:
- Неразбиране на четирите благородни истини
- Фундаментално неразбиране на природата на реалността
- Първата от 12-те нидани или звена на взаимозависимото възникване
- Една от 3-те отрови на ума в школите на Махаяна Будизма
- Една от шестте коренни клеши
- Една от десетте самояни или окови в цикъла на живеенето в страдание
- Еквивалентна на понятието Моха в Абхидарма ученията в Теравада (това е незнание, глупост)
- Привичното възприемане на обект, субект и действие като три отделни и независими неща, а не като една неразделима цялост[1]

В контекста на 12-те нидани или зависими възниквания авидя обикновено е символизирана от човек, който е сляп или носи превръзка на очите.

## Етимология
Терминът vidyā в санскрит означава знание, мъдрост, знание на Ведите, духовно знание и мъдрост . Представката a има смисълът на отрицание или в случая авидя означава „неспособност да се знае“, „незнание“ .